# Takuya Sugimoto
Takuya Sugimoto (japanisch 杉本 拓也 Sugimoto Takuya; * 31. Dezember 1989 in der Präfektur Shizuoka) ist ein japanischer Fußballspieler.

## Karriere
Sugimoto erlernte das Fußballspielen in der Schulmannschaft der Fujieda Meisei High School und der Universitätsmannschaft der Nihon-Universität. Seinen ersten Vertrag unterschrieb er 2012 bei Gainare Tottori. Der Verein spielte in der zweithöchsten Liga des Landes, der J2 League. Am Ende der Saison 2013 stieg der Verein in die dritte Liga ab. Für Gainare absolvierte er 112 Ligaspiele. 2018 wechselte der Torwart zum Ligakonkurrenten Fujieda MYFC. Am Ende der Saison feierte 2022 er mit dem Verein die Vizemeisterschaft und den Aufstieg in die zweite Liga. Nach dem Aufstieg verließ er den Verein und schloss sich dem Fünftligisten Fukui United FC an.

## Erfolge
Fujieda MYF
- Japanischer Drittligavizemeister: 2022  ▲